# Linda Lingle
Linda Lingle, f. Linda Cutter, född 4 juni 1953 i Saint Louis, Missouri, USA, är en amerikansk politiker (republikan). Hon var Hawaiis sjätte guvernör 2002–2010.

## Bakgrund och privatliv
Lingle föddes i en judisk familj i Saint Louis, Missouri, men familjen flyttade till Kalifornien då Lingle var 12 år gammal. Hon studerade först journalistik och sedan statsvetenskap vid California State University och utexaminerade år 1975. Hon flyttade sedan till Honolulu där hon arbetade som informatör för Teamsters och för Hotel Workers Union. Hon flyttade därefter till Molokai och startade en tidning.
Lingle har varit gift två gånger och har inga egna barn.

## Politisk karriär
Lingle började sin politiska karriär år 1980 då hon valdes till Mauis stadsfullmäktige. Mellan 1991 och 1999 fungerade hon som Mauis borgmästare. Lingle var Mauis första kvinnliga borgmästare men också den yngsta i ämbete.
Lingle utmanade ämbetsinnehavaren Ben Cayetano i guvernörsvalet 1998 men hon förlorade knappt. Fyra år senare kunde Cayetano inte kandidera till omval, eftersom Hawaiis konstitution begränsar antalet mandatperioder till två. Lingle besegrade demokraten Mazie Hirono i guvernörsvalet 2002 med 51,6 % av rösterna mot 47 % för Hirono. Lingle blev Hawaiis första kvinnliga judiska guvernör. Hon omvaldes 2006. År 2010 använde Lingle sin vetorätt och stoppade lagförslaget om registrerade samkönade förhållande.
År 2010 kunde Lingle inte mer kandidera för omval. Hon efterträddes den 6 december 2010 som guvernör av demokraten Neil Abercrombie. Efter sin ämbetsperiod har Lingle arbetat som universitetslektor vid CSUN tills hon lämnade arbetet år 2015. År 2012 kandiderade Lingle i USA:s senatsval men blev besegrad av Mazie Hirono. År 2020 stödde den partilösa  Rick Blangiard i Honolulus borgmästarval.